# Udea caminopis
Udea caminopis là một loài bướm đêm thuộc họ Crambidae. Nó là loài đặc hữu của Oahu, Molokai và Hawaii.
Ấu trùng ăn các loài Labordea.